# Julius Paludan
Julius Paludan, född den 11 augusti 1843, död den 2 december 1926, var en dansk litteraturhistoriker, far till Jacob Paludan.
Paludan tog 1868 teologie kandidatexamen och blev 1875 filosofie doktor, 1884 docent och 1892 professor vid Köpenhamns universitet. Han var 1888–1906 medlem av undervisningsinspektionen för de lärda skolorna. År 1909 blev han ledamot av Vetenskaps- och Vitterhetssamhället i Göteborg.
Hans viktigaste arbeten rör sig kring den främmande litteraturens inverkan på den danska: Om Holbergs Niels Klim med særligt Hensyn til tidligere Satirer i Form af opdigtede og vidunderlige Reiser (gradualavhandling 1878), Fremmed Indflydelse paa den danske Nationalliteratur i det 17. og 18. Aarhundrede. I. Renaissancebevægelsen (1887) och Fransk-engelsk Indflydelse paa Danmarks Literatur i Holbergs Tidsalder (1913). 
Han skrev dessutom Danmarks Literatur i Middelalderen med Henblik til det øvrige Nordens med fortsättningen Danmarks Literatur mellem Reformationen og Holberg (1896), En Overgangsgruppe i nordeuropeisk Digtning omkring Aar 1700 (1909), Mellem Semestrene (1910) samt Det højere Skolevæsen i Danmark, Norge og Sverige (1885). Hans skarpa angrepp på Georg Brandes har medverkat till att hans egen verksamhet blivit mindre erkänd på vissa håll.